# Kod nieznany
Kod nieznany (fr. Code inconnu) – francusko-austriacko-niemiecko-rumuński dramat psychologiczny z 2000 roku w reżyserii Michaela Hanekego, zrealizowany na podstawie jego autorskiego scenariusza. Tematem filmu jest chroniczna spirala nieporozumień pomiędzy wieloma przypadkowymi postaciami. 
Film otrzymał w większości pozytywne oceny. Brał udział w konkursie głównym o Złotą Palmę na 53. MFF w Cannes, gdzie otrzymał Nagrodę Jury Ekumenicznego.

## Obsada
- Juliette Binoche – Anne Laurent
- Thierry Neuvic – Georges
- Josef Bierbichler – rolnik
- Alexandre Hamidi – Jean
- Maimouna Hélène Diarra – Aminate
- Ona Lu Yenke – Amadou
- Didier Flamand – reżyser
- Djibril Kouyaté – ojciec
- Marc Duret – policjant
- Luminița Gheorghiu – Maria
- Crenguta Hariton – Irina
- Aïssa Maïga – czarna dziewczyna z włosami blond

## Produkcja
Zdjęcia kręcono w Paryżu, Bukareszcie i Mali.